# Dark Horse (album de George Harrison)
Cet article concerne l'album de George Harrison. Pour l'album de Nickelback, voir Dark Horse.
Pour les articles homonymes, voir Dark Horse.
Albums de George Harrison
Living in the Material World
(1973) Extra Texture (Read All About It)
(1975)
Singles
1. Ding Dong, Ding Dong/I Don't Care Anymore
Sortie : 6 décembre 1974
2. Dark Horse/Hari's On Tour (Express)
Sortie : 28 février 1975

Dark Horse est le troisième album studio de George Harrison en solo, sorti en décembre 1974. Cette période est une époque difficile pour le musicien qui vient d'être quitté par sa femme Pattie, partie auprès de son ami Eric Clapton. Il y fait d'ailleurs mention dans sa reprise de Bye Bye, Love dans laquelle il adresse quelques piques au couple, ainsi que dans So Sad, seule chanson qu'il écrit sur le sujet. De plus, à l'aube d'une tournée aux États-Unis, il est atteint d'une laryngite qui altère totalement sa voix : ce problème se ressent particulièrement sur plusieurs chansons de l'album, attirant l'hostilité de la critique.
Enregistré dans les studios de Friar Park à l'automne 1974, l'album fait participer de nombreux amis de Harrison : Billy Preston, Nicky Hopkins, Ringo Starr, Jim Keltner, Tom Scott… Outre la chanson titre, publiée en single l'année suivante, l'album contient Ding Dong, Ding Dong, un chant de Noël, ou encore It Is "He", chant aux sonorités indiennes. L'album accompagne également la création de Dark Horse Records, le label de Harrison qui publie ses créations et celles de quelques autres auteurs. Il est également accompagné d'une tournée américaine qui doit en faire la promotion.
Lorsqu'il est publié, Dark Horse est fustigé par la critique qui y voit une très forte baisse de niveau, dans la foulée d'un désaveu reçu au cours de sa tournée durant laquelle il fait tout son possible pour détruire son image de Beatle, qui est justement celle attendue par le public. S'il atteint la quatrième place des classements américains, il ne parvient pas à pénétrer dans les charts britanniques. Il est finalement considéré comme l'une des pièces les plus faibles du guitariste, et le début d'une période plus obscure après le succès de ses deux premiers albums.

## Historique

### Contexte
Les années 1973 et 1974 sont particulièrement difficiles pour George Harrison. Après avoir commencé la décennie sur les chapeaux de roue avec son album All Things Must Pass plébiscité par la critique, il a connu un léger désaveu avec Living in the Material World, qui laisse une presse partagée. Sans être une réelle crise artistique, l'album est souvent jugé inégal, et comparé à son prédécesseur, toujours au bénéfice de ce dernier. Dans le même temps, les soucis s'enchaînent autour des restes des Beatles : Harrison, John Lennon et Ringo Starr se rendent en effet compte que leur manager Allen Klein, qu'ils avaient engagé contre l'avis de Paul McCartney, ne gère pas leur société Apple Corps à leur avantage, et lui intentent un procès.
C'est dans ce climat que Harrison fonde son label Dark Horse Records en mai 1974. Son but est, d'une part, d'abriter son catalogue une fois rompu son contrat avec EMI qui expire en 1975, mais aussi de publier les disques d'un certain nombre d'artistes qui lui sont chers, dans un esprit proche de celui qui avait mené à la création d'Apple Records quelques années auparavant. Parmi les groupes engagés par le label, le premier, et celui qui connait le plus de succès, est Splinter. Harrison participe d'ailleurs à l'enregistrement de leur album sous le pseudonyme de « Hari Georgesson ». Un autre artiste notable publié par Dark Horse est Ravi Shankar. Cependant, le label est un échec cuisant : il ne publie plus que les disques de Harrison depuis 1977, et tous les autres albums publiés ne l'ont jamais été sur CD.
D'un point de vue personnel, la situation de George Harrison est alors particulièrement désastreuse, puisque son épouse Pattie Boyd vient de le quitter pour son meilleur ami Eric Clapton, bien que le divorce n'ait officiellement lieu qu'en 1977. À la même époque, Harrison entretient quelque temps une relation avec Maureen Starkey, l'épouse de Ringo. Le musicien parle dans son autobiographie I, Me, Mine d'une « sale période », et se met à boire assez régulièrement.
Au début de l'année 1974, Harrison voyage également en Inde et met en place divers projets avec Shankar, notamment un album, une tournée européenne de musique indienne (le Ravi Shankar's Music Festival from India) et une tournée conjointe de Harrison et Shankar en Amérique du Nord, annoncée en mars 74 pour la fin de l'année. C'est dans l'optique de cette tournée que Harrison prépare un nouvel album.

### Enregistrement

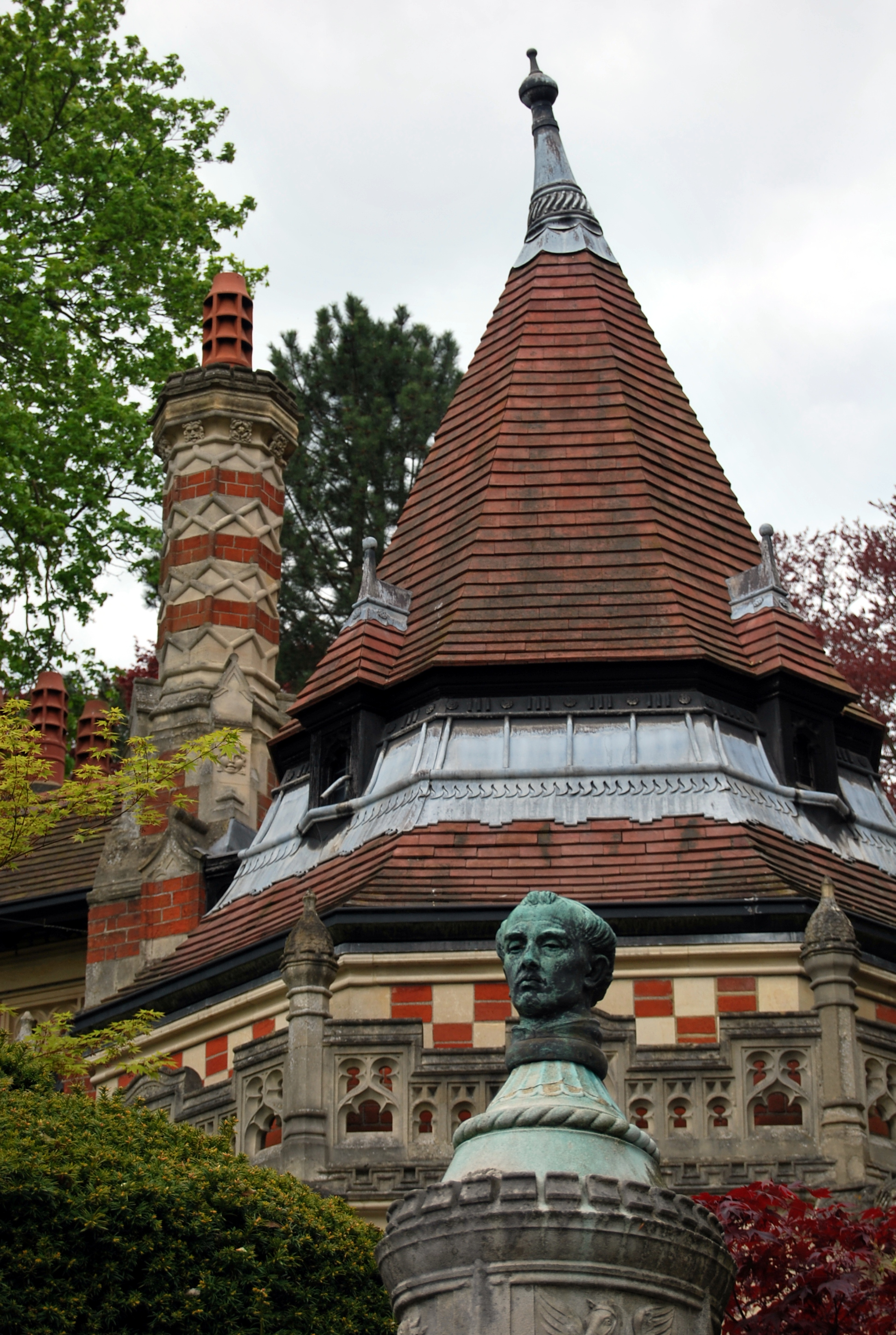
Dark Horse est le premier album enregistré par George Harrison dans son studio personnel de Fiar Park.

Harrison peine à trouver du temps libre dans son emploi du temps pour enregistrer son album, entre ses travaux de production d'autres groupes et la préparation de sa tournée. Les sessions d'enregistrement de Dark Horse se déroulent dans le studio personnel du musicien, dans sa demeure de Friar Park (nommé FPSHOT, pour Friar Park Studio, Henley-on-Thames). Ce changement est particulièrement important pour Harrison qui n'a plus à faire les voyages jusqu'à Londres pour enregistrer. Artistiquement, cela marque également un changement : le musicien n'est plus obligé de travailler avec des coproducteurs, qui auraient pu lui signaler certains problèmes. De même, il peut ainsi échapper aux musiciens de la scène londonienne et, comme l'explique Klaus Voormann, enregistrer les morceaux avec ses amis, et seulement eux.
Cependant, ce ne sont pas là les premières sessions pour le disque. So Sad et le chant de Noël Ding Dong, Ding Dong sont enregistrés fin 1973 dans des versions par la suite complétées, de même qu'une version jamais publiée de la chanson titre. Sont alors présents un certain nombre de musiciens proches de Harrison : Ringo Starr, Jim Keltner, Klaus Voormann, Gary Wright et Nicky Hopkins.
Les sessions se poursuivent sur une rencontre en avril 1974. Joni Mitchell donne alors un concert au New Victoria Theatre de Londres, accompagnée par le L.A. Express, formation de jazz-pop américaine alors très populaire, et menée par le saxophoniste Tom Scott. Les musiciens, invités par George Harrison à Friar Park, l'accompagnent dans une improvisation instrumentale qui devient Hari's On Tour (Express), la chanson d'ouverture de l'album, et sur Simply Shady. Les sessions ne durent pas plus d'une journée, le groupe ayant un avion à prendre le lendemain. Dans les temps qui suivent, mais à une date inconnue (probablement en juillet, période où il est certain qu'il a travaillé seul en studio), Harrison enregistre totalement seul la chanson Bye Bye, Love, reprise d'une chanson des Everly Brothers et I Don't Care Anymore (finalement face B de single, mais absente de l'album).
C'est cependant en septembre et octobre 1974 qu'est fait le plus gros du travail sur le disque. Harrison s'entoure alors des musiciens destinés à l'accompagner durant sa tournée : les américains Tom Scott, Billy Preston, Andy Newmark et Willie Weeks. C'est à cette époque que la laryngite de Harrison se fait la plus forte, donnant à sa voix une tonalité rauque qu'il garde par la suite au cours de sa tournée américaine. Ces soucis ne permettent pas à Harrison d'enregistrer la chanson qui donne à l'album et à la tournée leur nom. C'est finalement à Los Angeles qu'il se voit obligé de l'enregistrer malgré sa voix, dans des conditions quasi-live dans les studios A&M, à quelques jours du début de la tournée.

### Parution et réception

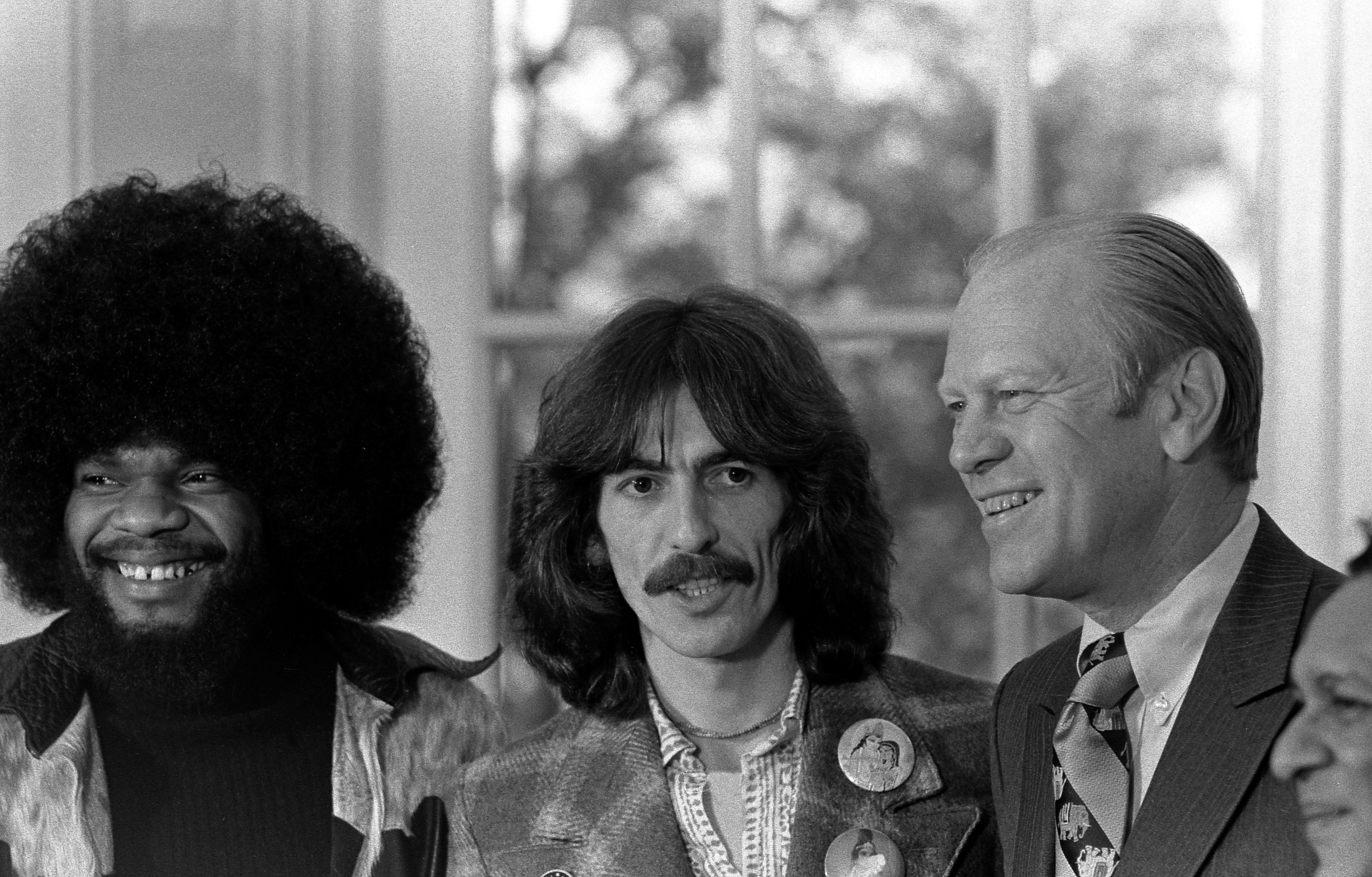
Billy Preston, George Harrison et Ravi Shankar rencontrent Gerald Ford durant le Dark Horse Tour en 1974.

Dès sa conception, Dark Horse répondait à un principe commercial selon lequel il aurait été inconcevable pour George Harrison de se lancer dans une tournée sans avoir de nouveau matériel à promouvoir, de nouvelles chansons à interpréter sur scène. C'est donc en plein milieu du Dark Horse Tour que sort le disque, le 9 décembre 1974 aux États-Unis, et onze jours plus tard au Royaume-Uni. À cette époque, la tournée du guitariste reçoit déjà un accueil plus que froid, qui poussera son auteur à arrêter les tournées à l'exception de passages éclair sur les planches lors de concerts de charité, et d'une tournée japonaise en 1991, débouchant sur un album à la publication assez confidentielle.
Si la presse s'est montrée divisée à son sujet, la tournée a surtout déçu les fans en quête d'un retour à la Beatlemania perdue depuis 1966 et la fin des tournées des Beatles. Harrison clame alors pour sa part à la presse qu'il « n'est pas les Beatles », et fait tout pour se défaire de cette image, ce qui trouble une partie du public. Sur scène, Harrison reprend ses grands classiques (My Sweet Lord, Give Me Love), plusieurs chansons issues de son dernier album, mais aussi des classiques des Beatles : For You Blue, While My Guitar Gently Weeps, In My Life (composée par John Lennon), mais il surprend, et déçoit, le public lorsqu'il lui adresse des piques en modifiant radicalement la structure et les paroles de Something, où en détournant les paroles de Lennon en « In my life, I love God more ». La perte de voix de Harrison, et le choix audacieux que constitue la prestation de Ravi Shankar durant les concerts ajoutent à l'accueil décevant de la tournée.
Le succès de l'album s'en ressent. S'il atteint aux États-Unis une très honorable 4e place dans les charts, il n'entre pas dans les classements britanniques, grande déception pour Harrison après avoir été numéro 2 avec Living in the Material World. Le disque s'accompagne de deux singles. La chanson de Noël Ding Dong, Ding Dong ne connait qu'un succès mitigé en atteignant la 38e place des charts britanniques, et la 36e aux États-Unis. Le deuxième single, Dark Horse connaît un résultat plus encourageant aux États-Unis où il se dresse en 15e place des classements, mais il ne parvient pas à entrer dans les charts britanniques. Ces deux singles, après des débuts beaucoup plus encourageants dans les charts, marquent les débuts d'une chute de Harrison dans les classements.
La critique se révèle à l'époque très sèche envers l'album. Le magazine Rolling Stone, notamment, signe une critique particulièrement acérée, qualifiant l'album de « désastreux », et déclarant qu'il « se pourrait que Harrison n'ait jamais été taillé pour être un artiste solo ». La critique souligne également que, séparé des Beatles, Harrison se révèle être piètre chanteur, piètre compositeur et piètre musicien, et que « ses compositions sont devenues aussi prévisibles que ses préoccupations spirituelles ». Le New Musical Express parle pour sa part d'un « album sans couleur ». Cette critique sonne le glas du succès commercial de Harrison, qui voit dans les années suivantes ses albums chuter dans les charts, malgré des avis souvent positifs dans la presse, jusqu'à Cloud Nine en 1987. La volonté de Harrison de s'éloigner du rock est également très mal perçue par une partie de la critique et du public. Sur scène, il va jusqu'à montrer sa guitare en clamant : « je pourrais mourir pour la musique indienne, mais pas pour ça », renvoyant une image très éloignée de celle qu'attendent les fans des Beatles.

### Postérité et rééditions
La critique plus récente réhabilite, de façon relative, Dark Horse en lui reconnaissant quelques qualités. S'il reste considéré comme un « gros trou d'air » dans la carrière du musicien, et souvent comme son moins bon album, certaines de ses chansons voient leur beauté soulignée. Richard S. Ginell, du site AllMusic, qualifie Far East Man de chanson « exquise » et considère qu'avec la chanson titre, certains morceaux auraient mieux fait d'attendre un meilleur album.
La chanson titre de l'album apparaît, deux ans plus tard, sur la compilation The Best of George Harrison. En revanche, aucune chanson tirée du disque n'est présente en 2009 sur Let It Roll: Songs by George Harrison. Publié sur CD en 1992, Dark Horse est un des rares albums studio de George Harrison à ne pas avoir été remastérisé ou réédité depuis, et l'un des plus difficiles à trouver avec son successeur, Extra Texture (Read All About It). En 1980, cependant, EMI avait réédité le disque sur son label à petit budget Music for Pleasure.

## Contenu artistique

### Analyse musicale

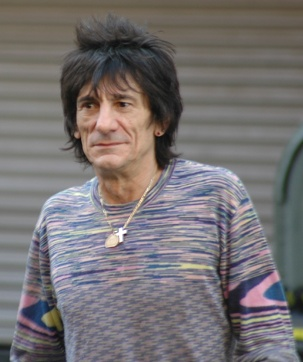
Far East Man est une composition signée par Ron Wood et George Harrison parue sur leurs albums respectifs de 1974.

Si Dark Horse est un album aux styles assez divers, il s'agit également d'une des productions les plus personnelles de George Harrison. Lui qui était jusqu'ici très réservé sur sa vie privée expose ici au grand jour la période de crise personnelle et spirituelle qu'il traverse, donnant parfois une tonalité assez sombre à ses chansons. Cette tonalité est accentuée par le très mauvais état de sa voix sur certaines chansons. L'album débute pourtant sur une touche assez optimiste avec l'instrumental Hari's on Tour (Express), enregistré lors d'une improvisation avec le L.A. Express, où le saxophone de Tom Scott répond à la guitare de Harrison. Il en est de même avec le morceau final, It Is "He" (Jai Sri Krishna), dernier morceau « indien » de Harrison. Tournant autour d'un bhajan (chant dévotionnel hindou), la chanson a été composée par Harrison lors d'un séjour en Inde et profite de l'engouement de l'époque pour ce genre de musique. Plusieurs instruments traditionnels sont utilisés, et les paroles sont également empreintes de tradition indienne. Elle arrive cependant trop tard, à un moment où une lassitude commence à se faire sentir envers ce courant et ce style musical. Enfin, l'optimisme est également présent sur un des singles tirés du disque, Ding Dong, Ding Dong, chant de Noël dont Harrison a tenu à faire une grande promotion, persuadé de tenir ici un succès garanti dans la veine du Happy Xmas (War Is Over) de John Lennon. Produite dans un style proche de celui de Phil Spector, la chanson présente un Harrison à la voix très cassée. En dépit de l'importante publicité dont elle bénéficie, elle peine à connaître un grand succès.
C'est cependant les tons plus négatifs qui ressortent dans le disque, notamment avec Simply Shady, également écrite en Inde. La chanson, proche du style de Neil Young, revient sur les problèmes avec l'alcool et la drogue dans un style qui déroute le public par son pessimisme lors de la tournée américaine. So Sad est pour sa part la seule chanson que Harrison compose au sujet de sa séparation avec Pattie Boyd. Composée en 1972, la chanson exprime sa détresse d'alors, et est dans un premier temps donnée à Alvin Lee et Mylon LeFevre. La version de Harrison est enregistrée avec des musiciens dont il est proche, notamment Ringo Starr, Jim Keltner et Klaus Voormann. Le musicien se laisse également aller à son amertume sur une reprise de Bye Bye Love, chanson des Everly Brothers dont il retouche les paroles (et rajoute une virgule dans le titre) pour faire clairement allusion à son épouse partie avec « the old Clapper ». Harrison est seul sur la chanson, mais, par cynisme, crédite Clapton et Boyd pour leur participation. Le morceau est souvent considéré comme une des chansons les plus dispensables interprétées par le musicien.
Parmi les autres chansons, l'album présente une composition à quatre mains écrite par Harrison et Ron Wood en 1973 et publiée par ce dernier quelques mois avant la version de Harrison, avec des paroles légèrement retouchées. Ballade calme longue de plus de cinq minutes, elle est depuis considérée comme un des meilleurs morceaux de l'album. Avec des tonalités funk et R&B, Maya Love est pour sa part une chanson très principalement composée pour les concerts. Enfin, la chanson titre est le titre le plus commercial du disque, publié en single et interprété par Harrison lors de sa tournée de 1974, mais aussi pendant la tournée japonaise de 1992. Elle permet à Harrison de développer un nouveau personnage censé lui servir de façade publique face aux nombreuses critiques dont sa personnalité fait l'objet. La chanson est surtout marquée par ses problèmes de voix très prononcés, qui ont vraisemblablement entravé sa montée dans les charts.

### Pochette
La pochette de l'album est l'œuvre de Tom Wilkes, auteur de plusieurs pochettes célèbres récompensé cette même année d'un Grammy Award pour l'album Tommy des Who. Son recto, parodiant la pochette de Sgt. Pepper's Lonely Hearts Club Band, est une photographie de classe du Liverpool Institute retouchée, par endroits colorée à la main, et placée sur une fleur de lotus ouverte. Les personnages au premier rang portent sur leurs vêtements les lettres du titre de l'album. Au verso figure, dans des teintes orangées, une photographie de George Harrison affalé sur un banc de Friar Park. Enfin, l'intérieur de la pochette montre une photographie dans les mêmes tons de Harrison et Peter Sellers se promenant autour de l'étang du parc.
Les textes sont de George Harrison, qui s'y permet plusieurs plaisanteries douteuses. Il y crédite ainsi les musiciens en ajoutant volontairement quelques « erreurs », notamment en incluant Pattie Boyd et Eric Clapton dans les chœurs de Bye Bye, Love. Harrison interprète en réalité cette chanson seul, et en a modifié certaines paroles pour mieux coller à sa propre situation, envoyant plusieurs piques à son épouse et à Clapton. Un texte métaphorique sur le jardinage, thème cher à Harrison, y invite également les critiques à faire preuve de tolérance envers le disque.

## Liste des chansons
Toutes les chansons sont écrites et composées par George Harrison sauf mentions contraires.
| 1.    | Hari's on Tour (Express)                                    | 4:45 |
| 2.    | Simply Shady                                                | 4:38 |
| 3.    | So Sad                                                      | 5:02 |
| 4.    | Bye Bye, Love (Felice et Boudleaux Bryant, George Harrison) | 4:09 |
| 5.    | Maya Love                                                   | 4:24 |
| 6.    | Ding Dong, Ding Dong                                        | 3:31 |
| 7.    | Dark Horse                                                  | 3:55 |
| 8.    | Far East Man (George Harrison et Ron Wood)                  | 5:53 |
| 9.    | It Is "He" (Jai Sri Krishna)                                | 4:50 |
| 41:17 |                                                             |      |

## Fiche technique

### Interprètes
- George Harrison : chant, guitares, basse, batterie, piano électrique, gubgubbi, synthétiseur Moog
- Ron Wood : guitare électrique
- Alvin Lee : guitare électrique
- Mick Jones : guitare acoustique
- Robben Ford : guitares acoustique et électrique
- Willie Weeks : basse
- Max Bennett : basse
- Billy Preston : piano, piano électrique, orgue
- Nicky Hopkins : piano
- Roger Kellway : piano, orgue
- Ringo Starr : batterie
- Andy Newmark : batterie
- Jim Keltner : batterie, percussions
- John Guerin : batterie
- Emil Richards : percussions
- Tom Scott : saxophone, flûte, arrangements de cuivres
- Jim Horn : flûte
- Chuck Findley : flûte
- Lon & Derrek Van Eaton : chœurs